# Constantin J. David
Constantin J. David, gebürtig Konstantin Jakob David (* 18. Februar 1886 in Konstantinopel, Osmanisches Reich; † 19. Februar 1964 in Los Angeles, USA) war ein deutscher Schriftsteller, Journalist, Filmregisseur und Filmproduzent.

## Leben
Der Sohn eines Deutschen lebte bis zu seinem 16. Lebensjahr in Konstantinopel. Zurück in Deutschland, zeigte David zunächst Ambitionen als Journalist und Schriftsteller. Er promovierte an der Pariser Sorbonne und setzte seine Studiengänge (Literatur und Kunst) in Berlin und München fort. Danach gab David die literarische Zeitschrift Der Weckruf heraus. Im Februar 1920 gründete er mit dem holländischen Kunsthändler Jakob (Jacques) Jacobsen die Const. J. David & Co. OHG, wenig später umbenannt in „Die Kornscheuer“ Gesellschaft für Kunstvertrieb und Kunstverlag Constantin J. David & Co. OHG (1920–1928), und wurde Herausgeber der Zeitschrift Die Kornscheuer. 1921 gründete er das Internationale Institut für Moderne Künste. 1922 stiegen Jacobsen und David mit der De Franca Film My GmbH (1922–1926) ins Filmgeschäft ein. In den Jahren 1925 und 1926 arbeitete er als Produzent und Co-Geschäftsführer der Filmgesellschaft Greenbaum-Film.
Zum Jahresbeginn 1925 unternahm David seine ersten Schritte als Filmregisseur mit der Greenbaum-Film als Produktionsfirma. Nach nur fünf Jahren in diesem Beruf und einer Handvoll mäßig interessanter Inszenierungen (darunter drei mit seiner damaligen Ehefrau, der Schauspielerin Käthe von Nagy, in der Hauptrolle), wendete er sich erneut anderen (filmischen) Tätigkeiten zu. Ab 1929 konzentrierte er sich auf die Gründung der ersten italienischen Tonfilmstudios (in Turin und Rom), bald darauf unternahm er die gleichen Schritte in Spanien.
1936, bei Ausbruch des spanischen Bürgerkriegs, verließ David das Land und ging via Italien 1937 zurück in die Türkei, wo er in den kommenden zwei Jahren im Staatsauftrag einen Fünf-Jahres-Plan für das staatliche Filmschaffen konzipierte. Die Kriegsjahre 1939–45 verbrachte David in Frankreich, am 28. März 1941 berichtete die jüdische Emigrantenzeitung Aufbau von Davids verzweifelten Versuchen, ein Einreisevisum für die USA zu erhalten. Am 17. Mai 1944 wurde ihm in Lyon ein französischer Reisepass ausgestellt. Erst 1947 konnte David in die USA ausreisen, wo er als Präsident der kleinen Firma Orbit zwei Filme herstellte.

## Literarische Werke
- Trugland. Drama (1914)
- Zwerg. Drama (1914)
- Doktor Brachvogel. Drama (1914)
- Onkel Pauls Geschichten. Märchen (1921)

## Filmografie (als Regisseur)
- 1925: Sündenbabel (auch Drehbuchmitarbeit und Produktion)
- 1925: Die unberührte Frau (auch Drehbuch, Produktion)
- 1925: Unser täglich Brot (auch Produktion)
- 1926: Gräfin Plättmamsell
- 1927: Das Mädchen ohne Heimat (auch Drehbuchmitarbeit)
- 1927: Männer vor der Ehe
- 1927: Das brennende Schiff / Le bateau de verre
- 1928: Vom Täter fehlt jede Spur
- 1928: Die Republik der Backfische (auch Drehbuchmitarbeit)
- 1929: Tagebuch einer Kokotte
- 1929: Schienen (nur Produktionsleitung)
- 1930: Liebeslied (auch Drehbuchmitarbeit)
- 1930: Saltarello / Kennst du das Land ?
- 1931: So beginnen deine Tage (Kurzfilm)
- 1935: La romerio del Rocio (Dokumentarfilm)
- 1935: La musa y el Fénix (Kurzfilm, auch Produktion)
- 1948: Parole Inc. (nur Produktion)
- 1949: Alimony (nur Produktion)